# Karaschahr

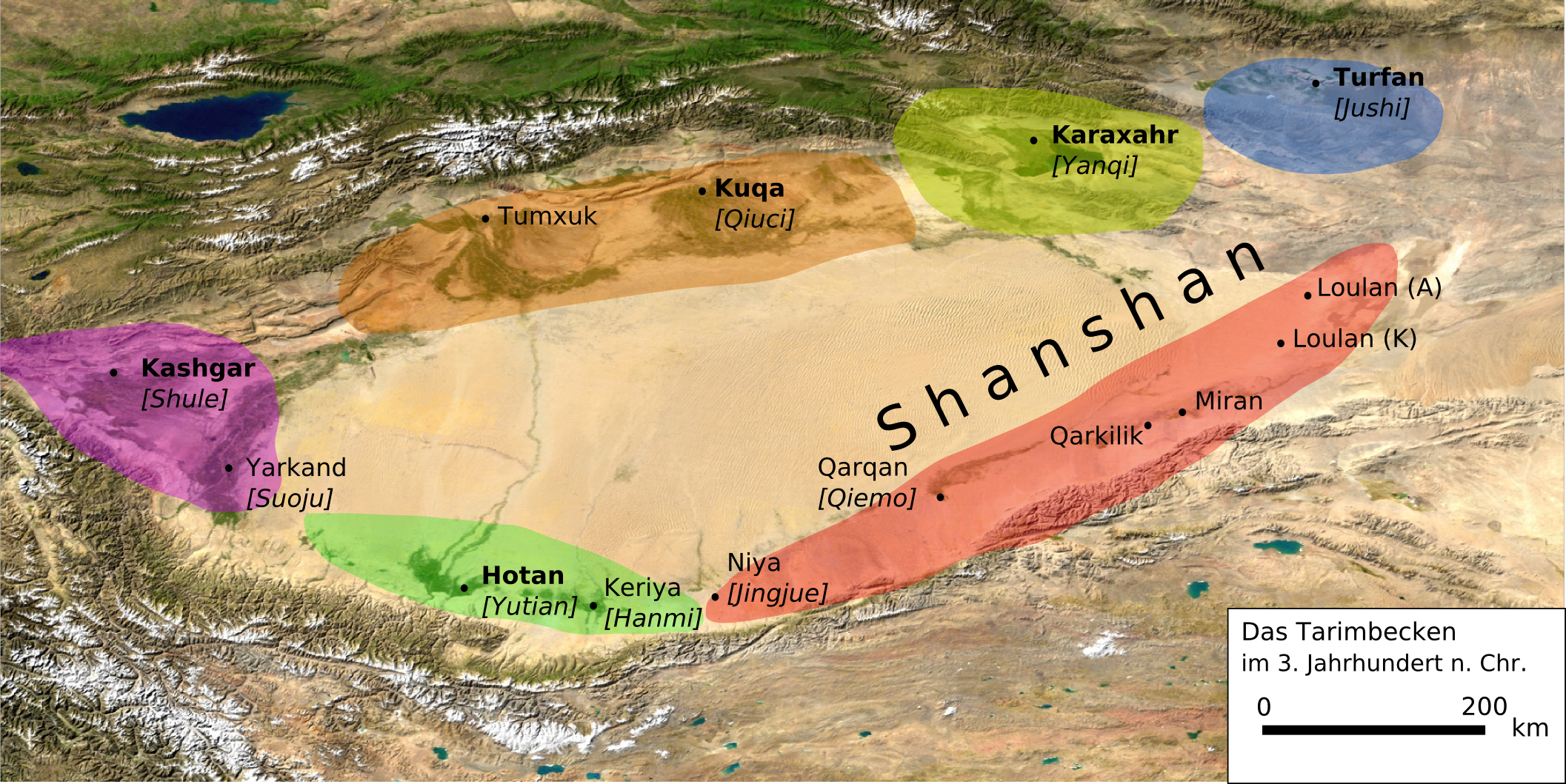
Karashahr (Karaxahr) im Tarimbecken des 3. Jahrhunderts n. Chr.

Karaschahr oder Karashahr (auch Karasahr, Karaxahr, Qara-Shāhr wörtlich: „Schwarze Stadt“; Sanskrit Agnideśa (Agnidesha); chinesisch 焉耆 Pinyin Yānqí; Wade-Giles Yen-ch’i; der buddhistische Sanskritname lautete 'Agni' oder 'Feuer.')  war ein altes buddhistisches Königreich an derjenigen Route der Seidenstraße gelegen, die am nördlichen Rand der Taklamakan-Wüste im Tarim-Becken entlangführte. Zur Zeit der Han-Dynastie war es ein bedeutendes Reich. Die Hauptstadt von Karaschahr war in der Antike Shorchuk.
Es lag im heutigen Autonomen Kreis Yanqi der Hui (焉耆回族自治县), der zum Mongolischen Autonomen Bezirk Bayingolin des Uigurischen Autonomen Gebietes Xinjiang, China, gehört. Der Sitz der Kreisverwaltung, die moderne Großgemeinde Yanqi (焉耆鎮; Länge 42° 01'N; Breite 86°33'O) liegt ca. 24 km westlich des seichten  Bosten-Sees (Baghrash Kul oder chin. Bositeng Hu in Pinyin). Der See misst ca. 81 km von Ost nach West und 48 km von Nord nach Süd, mit einer Fläche von ca. 1.000 Quadratkilometern gehört er zu den größten Seen in Zentralasien. Seit der Han-Zeit ist er für seine reichen Fischbestände bekannt. In den See münden der Kaidu und der Fluss Konqi ('Pfau') fließt aus ihm heraus nach Korla und durch die Taklamakan-Wüste in den See Lop Nor. Es gibt zahlreiche andere kleinere Seen in der Region.

Der Vorstoß der Chinesen ab 640. Mit den 4 Garnisonen (rot, darunter Karaschahr) und weiteren Städten (schwarz)

## Geschichte
640 eroberte Tangkaiser Taizong das Reich von Gaochang (Karakhoja, Turfan), einem Nachbarn Chinas, das mit dem Westlichen Türk-Kaganat verbündet war. Danach wandte sich das ursprünglich mit China verbündete Karashahr gegen den vorherigen Bündnispartner, als Folge wurde es 644 ebenfalls erobert.
China richtete ab 448 das System der Vier Garnisonen von Anxi ein, um die eroberten Gebiete gegen die Tibeter halten zu können. Karaschahr wurde einer der 4 Garnisonsstädte. 

## Zitat
"The whole of this district round Kara-shahr and Korla is, from a geographical and political point of view, both interesting and important ; for whilst all other parts of Chinese Turkestan can only be reached either by climbing high and difficult passes – the lowest of which has the same elevation as Mont Blanc – or traversing extensive and dangerous waterless deserts of sand-hills, here we find the one and only convenient approach to the land through the valleys of several rivers in the neighbourhood of Ili, where plentiful water abounds in the mountain streams on all sides, and where a rich vegetation makes life possible for wandering tribes. Such Kalmuck tribes still come from the north-west to Tal. They are Torgut nomads who pitch their yurts round about Kara-shahr and live a hard life with their herds. . . .
Just as these Mongols wander about here at the present day, so the nomadic tribes of an earlier period must have used this district as their entrance and exit gate. The Tochari (Yue-chi) [Pinyin: Yuezhi], on their way from China, undoubtedly at that time passed through this gate to get into the Ili valley. . . ."

## Nachbarn
Der Staat grenzte an Kuqa (chin. Qiuci) an und dann Aksu (Aqsu) nach dem Westen, und Korla und Turfan nach dem Osten. Im Süden, hinter der Wüste, lag Khotan.